# Runavík

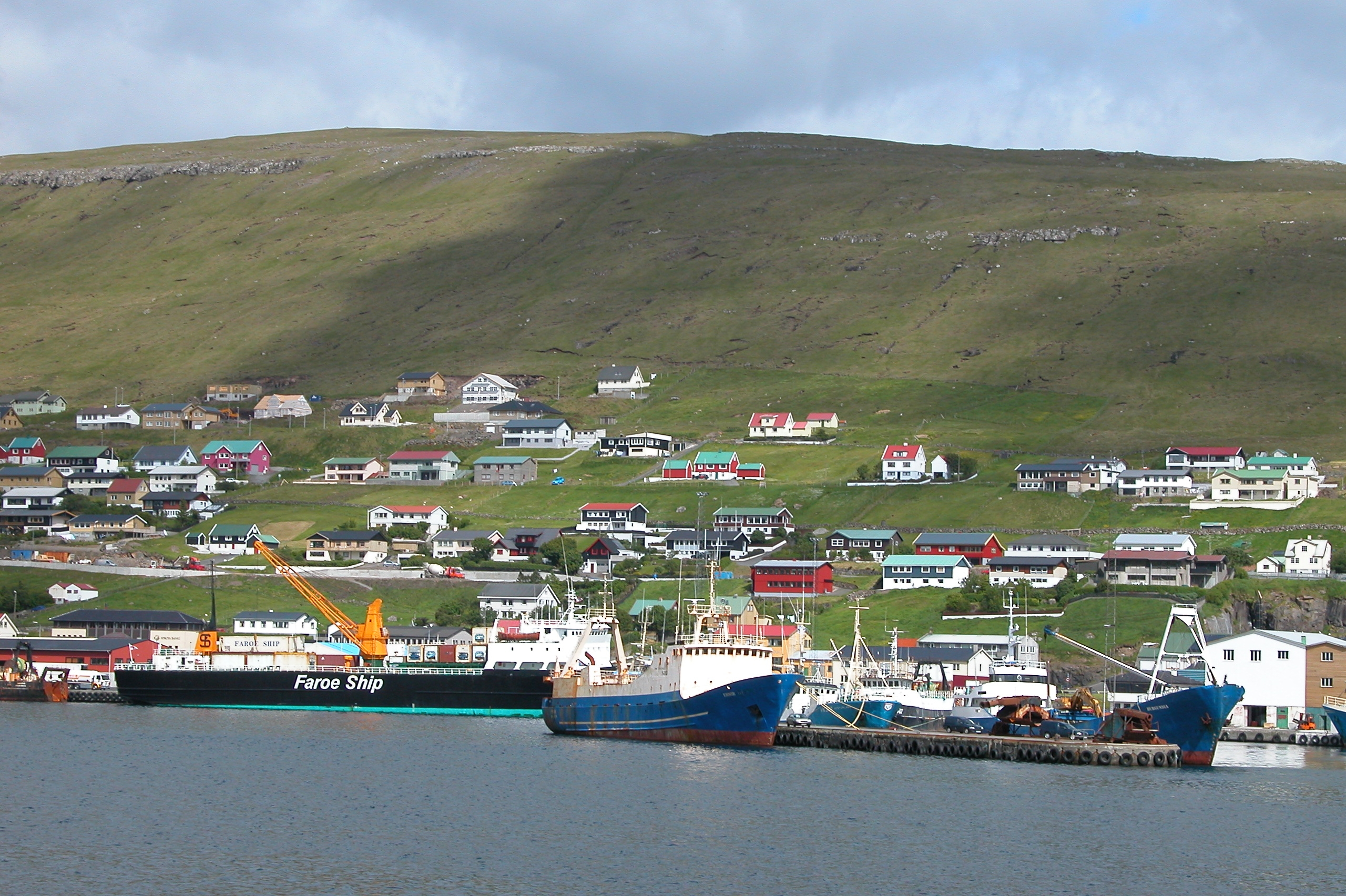
Přístav Runavík

Runavík je osada na ostrově Eysturoy na Faerských ostrovech. Runavík měl v roce 2009 celkem 487 obyvatel a je střediskem stejnojmenného samosprávního územního celku Runavíkar kommuna. Založen byl roku 1916 a je to významný rybářský přístav. Rozprostírá se na více než 10 km čtverečních na východním břehu fjordu Skálafjørður. Samosprávný územní celek měl v roce 2005 3 678 obyvatel a kromě Runavíku zahrnuje též osady Saltangará, Æðuvík, Glyvrar, Lambi, Rituvík, Skipanes, Søldarfjørður a Lambareiði. Na území osady vyúsťuje jedna z větví podmořského tunelu Eysturoyartunnilin otevřeného v roce 2020, který spojuje osadu se správním centrem Faerských ostrovů. 
Místní fotbalový tým se jmenuje NSÍ Runavík.

## Partnerská města

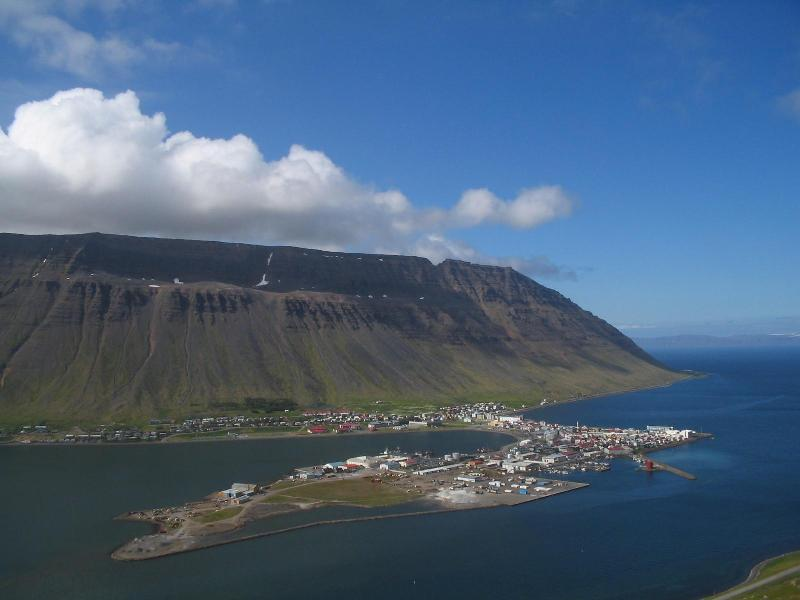
Ísafjörður

Seznam partnerských měst Runavíku respektive jeho kommuny:
- Egilsstaðir, Island
- Hjørring, Dánsko
- Ísafjörður, Island
- Uummannaq, Grónsko